# Der tapfere Schulschwänzer
Der tapfere Schulschwänzer ist ein vom DEFA-Studio für Spielfilme, Künstlerische Arbeitsgruppe (KAG) „Berlin“, produzierter Kinderfilm aus dem Jahr 1967. Regie führte inmitten der „kulturellen Eiszeit“, die im Dezember 1965 nach dem XI. Plenum des ZK der SED mit einschneidenden Verboten und Beschränkungen hereinbrach, der Dokumentarfilmer Winfried Junge. Der Kinderfilm blieb des Regisseurs einzige Spielfilminszenierung.
Der Film wurde am 17. Dezember 1967 erstmals im Berliner Filmtheater Kosmos gezeigt und am 12. Dezember 1973, am Vorabend des Pioniergeburtstages, erstmals im Fernsehen der DDR ausgestrahlt.

## Handlung
An einem schönen Sonnentag muss Thomas aus der Klasse 4a wie immer eine Station mit der Berliner U-Bahn fahren, um zur Schule zu gelangen. Doch der Tag ist zu schön, um ihn auf der Schulbank zu verbringen. So beschließt er, noch ein Stück weiter mit der U-Bahn zu fahren und durch Berlin zu bummeln. Dabei entdeckt er einen Wohnungsbrand und alarmiert die Feuerwehr. So wird er zum Lebensretter für zwei kleine Kinder, die in der Wohnung waren.
Als die Feuerwehr seinen Namen notieren will, rennt er davon. Die Zeitung bringt am nächsten Tag einen Bericht über die Heldentat des unbekannten Jungen und auch in Thomas’ Klasse wird von der Lehrerin darüber gesprochen. Thomas jedoch kann sich nicht offenbaren, da er der Lehrerin vorgelogen hat, dass er wegen Zahnschmerzen am Vortag nicht in die Schule habe kommen können.
Am Ende kann die Feuerwehr ihn zusammen mit den zwei geretteten Kindern ausfindig machen. Sie wollen ihm für seine Tat danken und Thomas gibt nun zu, die Schule geschwänzt und sogar die Lehrerin belogen zu haben.

## Kritiken
„Liebenswürdiger, partiell etwas zu didaktischer Kinderfilm über einen träumerischen Jungen, der Verantwortung begreift, und seine Umwelt, die lernt, dass es einen Unterschied gibt zwischen einem entdeckungsfreudigen Träumer, der die Schule schwänzt, und einem wahren Faulpelz. Mit zahlreichen authentischen Berlin-Bildern, die auf die Herkunft des Regisseurs aus dem Dokumentarbereich hinweisen.“

## Sonstiges
Im Film werden am Handlungsort des Wohnungsbrands historische Wohngebäude der Fischerinsel ins Bild gesetzt, die wenig später, im Zuge der Neubebauung des Quartiers, vollständig abgerissen wurden.